# Zhoř u Tábora
Zhoř u Tábora (německy Shorsch) je obec v okrese Tábor v Jihočeském kraji. Žije v ní 167 obyvatel.

## Historie
První písemná zmínka o obci pochází z roku 1390, kdy je znám majitel vladyka Valkoun ze Sedlce.
Další majitelé:
- 1410 – vladykové Jan a Bušek ze Sedlce
- 1413 – jejich sestra Markéta ze Sedlce
- 1415 – Jan Ctibor z Kozího
- 1417 – Lipolt z Kraselova

Od roku 1541 ves náleží k Táboru. V roce 1869 měla obec 257 obyvatel a 42 domů a stavení.
Sbor dobrovolných hasičů byl založen v roce 1910.

## Obyvatelstvo
| Rok            | 1869 | 1880 | 1890 | 1900 | 1910 | 1921 | 1930 | 1950 | 1961 | 1970 | 1980 | 1991 | 2001 | 2011 | 2021 |
| -------------- | ---- | ---- | ---- | ---- | ---- | ---- | ---- | ---- | ---- | ---- | ---- | ---- | ---- | ---- | ---- |
| Počet obyvatel | 257  | 284  | 271  | 278  | 278  | 267  | 261  | 227  | 187  | 183  | 178  | 158  | 159  | 175  | 162  |
| Počet domů     | 42   | 43   | 45   | 46   | 48   | 49   | 48   | 49   | 46   | 44   | 48   | 58   | 52   | 65   | 70   |

## Obecní správa
V roce 1869 Zhoř u Tábora byl jako osada obce k Ústrašicím v okrese Tábor. V letech 1880–1950 byl obcí v okrese Tábor. V letech 1961–1980 patřil jako část obce k Maršovu. Od 1. července 1980 do 31. prosince 1991 patřil jako část městyse k Malšicím a od 1. ledna 1992 je opět samostatnou obcí.

### Obecní symboly
Znak a vlajka byly obci uděleny rozhodnutím předsedy Poslanecké sněmovny Parlamentu České republiky dne 21. dubna 2020.

## Pamětihodnosti
- Kostel Nanebevzetí Panny Marie z roku 1890
- Výklenková kaple sv. Jana Nepomuckého
- Hraniční kámen, mezník želečského panství
- Venkovská usedlost čp. 28

## Galerie

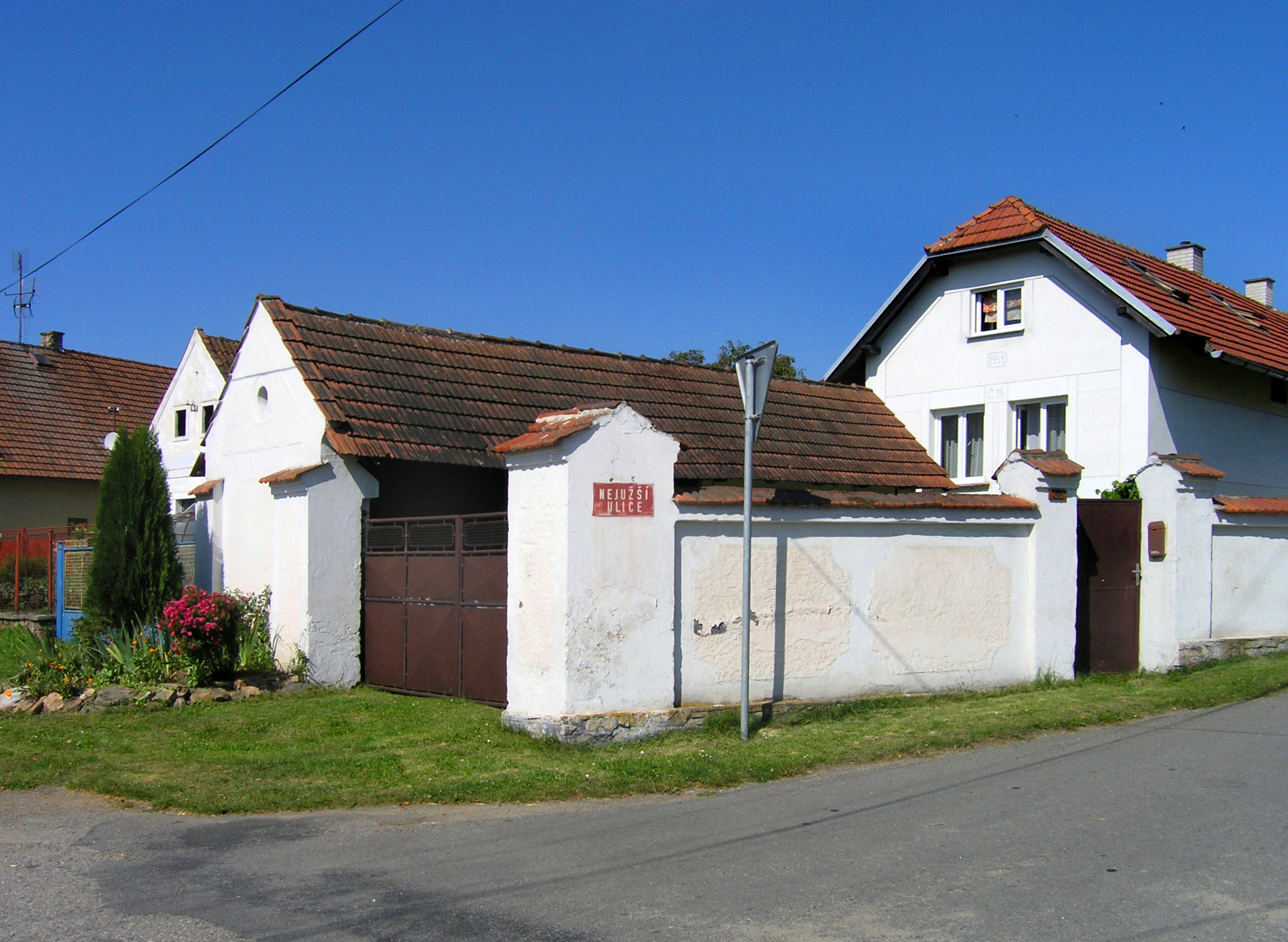
Náves
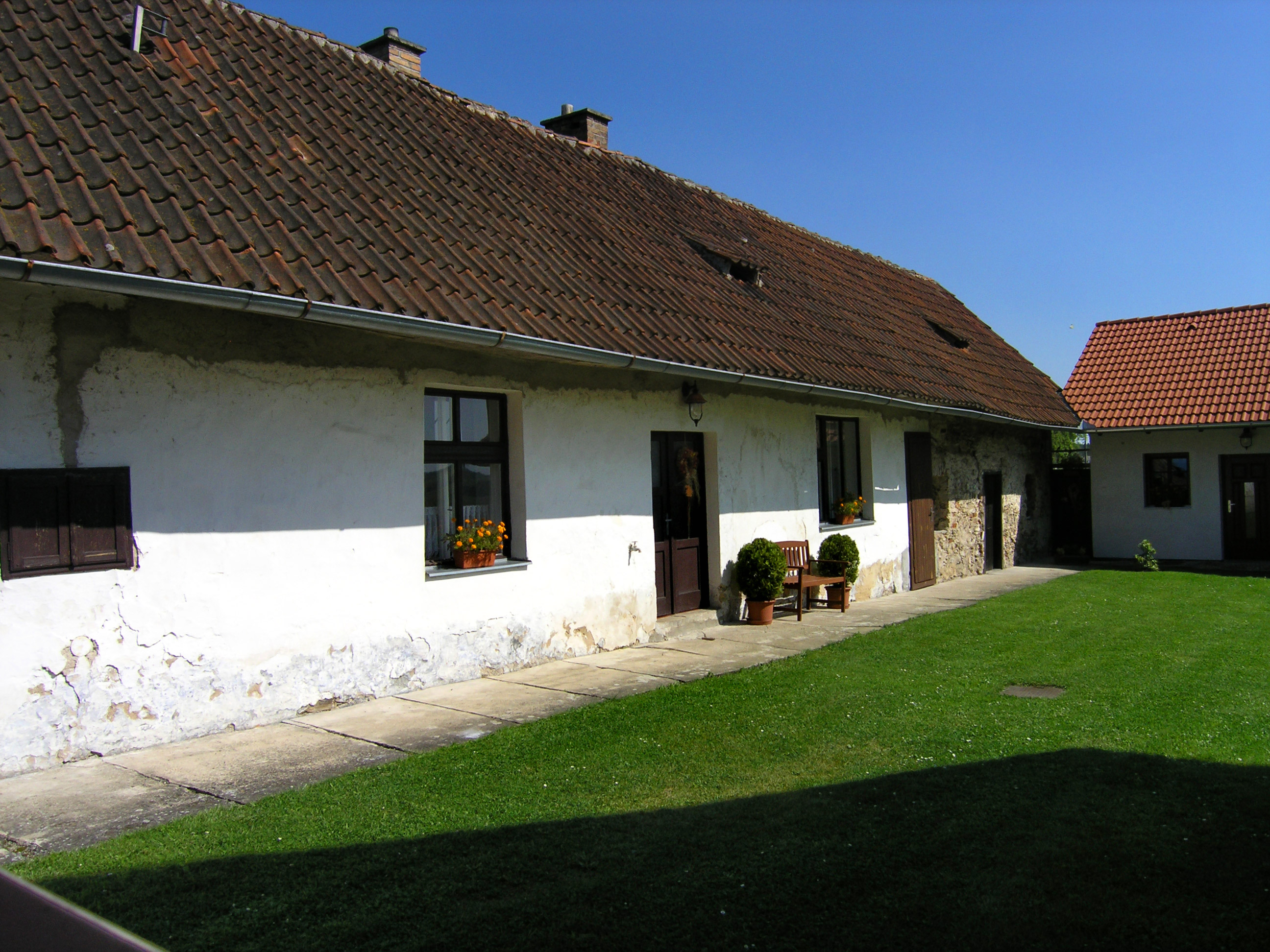
Nádvoří domu p. 9
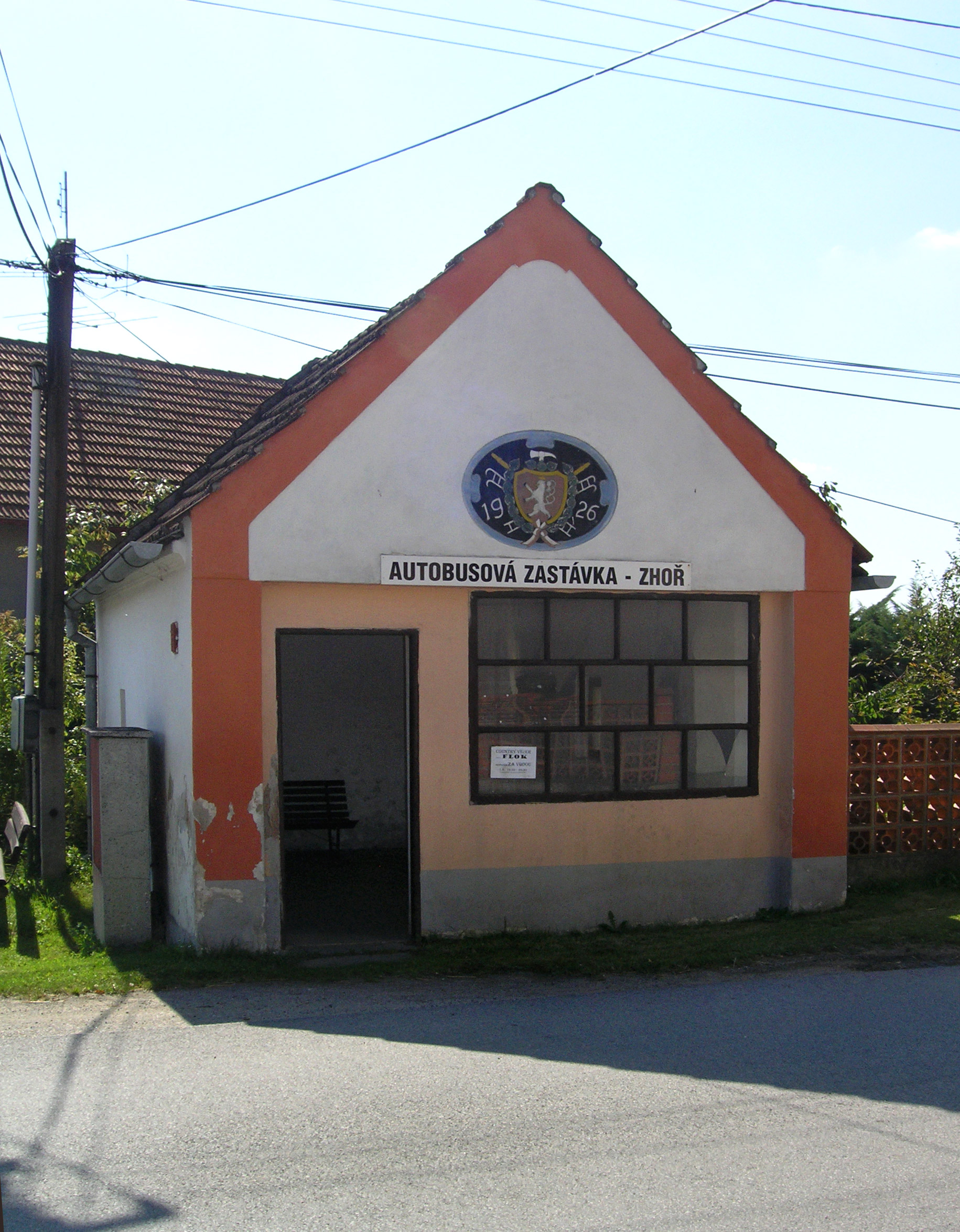
Zastávka